# Émile Legrand
Émile Legrand, född 1841, död den 14 november 1903, var en fransk filolog.
Legrand var professor och föreläsare i grekiska vid École des langues orientales vivantes i Paris. Av hans många arbeten kan här anföras Grammaire grecque moderne (1878; tillsammans med Hubert Pernot), Bibliothéque grecque vulgaire (9 band, 1880-1902), Nouveau dictionnaire grec moderne - français et français-grec moderne (2 band, 1882-85), Bibliographie hellénique XV:e et XVI:e siècles (1885) och Bibliographie hellénique XVII:e siècle (2 band, 1894-96) samt Collection de monuments pour servir à l'étude de la langue néo-hellénique (1870-72; 1874-76).